# مصرف سورية المركزي
مصرف سورية المركزي هو المصرف المركزي للجمهورية العربية السورية، تكتتب الدولة السورية بكامل رأسماله، وهو بالتعريف مؤسسة عامة مستقلة تعمل تحت رقابة الدولة وبضمانتها وفق التوجيهات الصادرة إليه من مجلس الوزراء السوري، ويقوم المصرف بإصدار الأوراق النقدية، وإدارة الصندوق النقدي، ومكتب القطع الأجنبي، وهو عميل الحكومة السورية المالي. يعمل المصرف أيضا على تنسيق فعاليات مؤسسات النقد والتسليف وتنفيذ السياسات المالية والنقدية والمصرفية للدولة السورية، ويمارس الرقابة على الجهاز المصرفي ويتابع حسن تنفيذ أحكام نظام النقد الأساسي وما يتفرع عنه من أنظمة وتعليمات وضوابط نقدية ومصرفية.

## التأسيس والفروع
وقد أُنشِئ المصرف المركزي بالمرسوم التشريعي رقم 87 في 28 مارس - آذار 1953 الذي تضمّـن نظام النقد الأساسي في سورية، إلا أنه لم يباشر العمل إلا بعد اتفاق الحكومة السورية مع مصرف سورية ولبنان على إنهاء امتياز إصدار النقد السوري مقابل أن يواصل المصرف عمله التجاري ويحصل على تعويض مقداره 200 ألف ليرة سورية سنوياً حتى نهاية المدة الباقية من امتيازه، وعلى أثر ذلك انتقلت مؤسسة إصدار النقد من مصرف سورية ولبنان إلى مصرف سورية المركزي الذي افتتح رسمياً في 1 أغسطس - آب 1956، واكتتبت الحكومة السورية بالكامل على رأسماله البالغ 10 ملايين ليرة سورية.

 تخضع حساباته منذ العام 1967 م إلى مراقبة الجهاز المركزي للرقابة المالية، مركزه الرئيسي يقع في العاصمة دمشق - ساحة السبع بحرات وله 11 فرعاً موزعاً في مراكز المحافظات السورية
حلب - حمص - حماة - اللاذقية - طرطوس - السويداء - درعا - ديرالزور - إدلب - الحسكة - الرقة

## المهام

شعار المصرف

أولًا: الوظائف الرئيسية لمصرف سورية المركزي:
1. إصدار النقد الوطني: وهذا الامتياز محصور بالمصرف المركزي فقط وذلك لحساب الدولة مما يجعله المؤسسة المالية الوحيدة القادرة على إدارة التداول النقدي بكامله من الناحية المادية، وهو يقوم بذلك بما يُلبّي احتياجات تطور الاقتصاد الوطني.
2. المصرف المركزي مصرف المصارف: وذلك بموجب أحكام نظام النقد الأساسي، حيث يقوم المصرف بإعادة الخصم للسفاتج والأسناد التجارية وشرائها والتخلي عنها ومنح القروض والسلف باعتباره المقرض الأخير للمصارف، وتجري هذه العمليات عن طريق المصارف فالمصرف المركزي لا يتعامل مع الأفراد بصورة مباشرة، وهو الذي يقوم بمراقبة تنفيذ السياسة التسليفية وتقدير مدى تناسبها مع متطلبات الاقتصاد القومي.
3. إصدار الأسناد الوطنية العامة والمساهمة في المفاوضات الدولية المالية: فهو يصدر الأسناد الوطنية العامة لمختلف الآجال ويقوم بإجراء عمليات التبديل والتسديد وسائر الأعمال المالية المتعلقة بالقروض التي تصدرها الدولة أو تكفلها، كما يساهم في المفاوضات والاتفاقات الدولية للمدفوعات والقطع والتقاص ويعقد جميع الاتفاقات التطبيقية الضرورية لتنفيذها، ويساهم في مفاوضات القروض والاستقراضات الخارجية المعقودة لحساب الدولة ويمثلها في المفاوضات المذكورة في مجالات التعاون النقدي الدولي.
4. الاحتياطي الإجباري للمصارف: يُجبِر المصرف المركزي المصارف الأخرى بتوظيف الاحتياطي الإجباري والاحتياطي الخاص المشكل من قِبلها بسندات صادرة عن الدولة أو مضمونة من قبلها، أو بتوظيف نسبة من وفرها النقدي في سندات الدين العام وتوظيف جزء من ودائعها في سندات الدولة.
5. القيام بمهام مصرف الدولة والوكيل المالي لها: يتـولى المصرف المركزي القيام بوظائف مصرف الدولة وأمين صندوقها ووكيلها المالي داخل الأراضي السورية وخارجها في جميع العمليات المصرفية وعمليات الصندوق والتسليف العائدة للدولة.
6. الدور الإشرافي لمصرف سورية المركزي: حيث يقوم المصرف بالإشراف على المصارف العامة والخاصة العاملة في سورية وذلك من خلال مفوضية الحكومة لدى المصارف.

ثانيًا: يتولى مصرف سورية المركزي مهاماً أساسية أخرى هي:
1. إدارة مكتب القطع لحساب الدولة.
2. إجراء جميع العمليات الخاصة بالقطع الأجنبي وإدارة احتياطيات الدولة من القطع الأجنبي وحفظه وتدعيم استقرار أسعار العملات الأجنبية.
3. اقتناء رأسمال مؤسسات مالية خاضعة لأحكام قانونية خاصة.
4. إجراء جميع العمليات التي من شأنها تسهيل نقل النقود ،وله أن يؤسس أو أن يشترك في تأسيس وإدارة مكاتب للتصفية أو للتقاص.

## تحديث السياسات المالية في سورية

واجهة مصرف سورية المركزي على الوجه الخلفي لفئة 25 ليرة سورية إصدار 1978

أصدر مصرف سورية المركزي التعليمات التنفيذية لقرار رئيس مجلس الوزراء تاريخ 17/10/2009 والذي سمح للمصارف ببيع المواطنين السوريين أو من في حكمهم عملات أجنبية مباشرة بحيث لا تتجاوز مبلغ عشرة آلاف دولار أميركي شهرياً شريطة ألّا تستخدم لأغراض تجارية، وهي تعتبر تطوراً نوعياً في اتجاه تحرير نقل العملات في سورية.

## حكام المصرف
توالى على منصب حاكم مصرف سورية المركزي كل من.

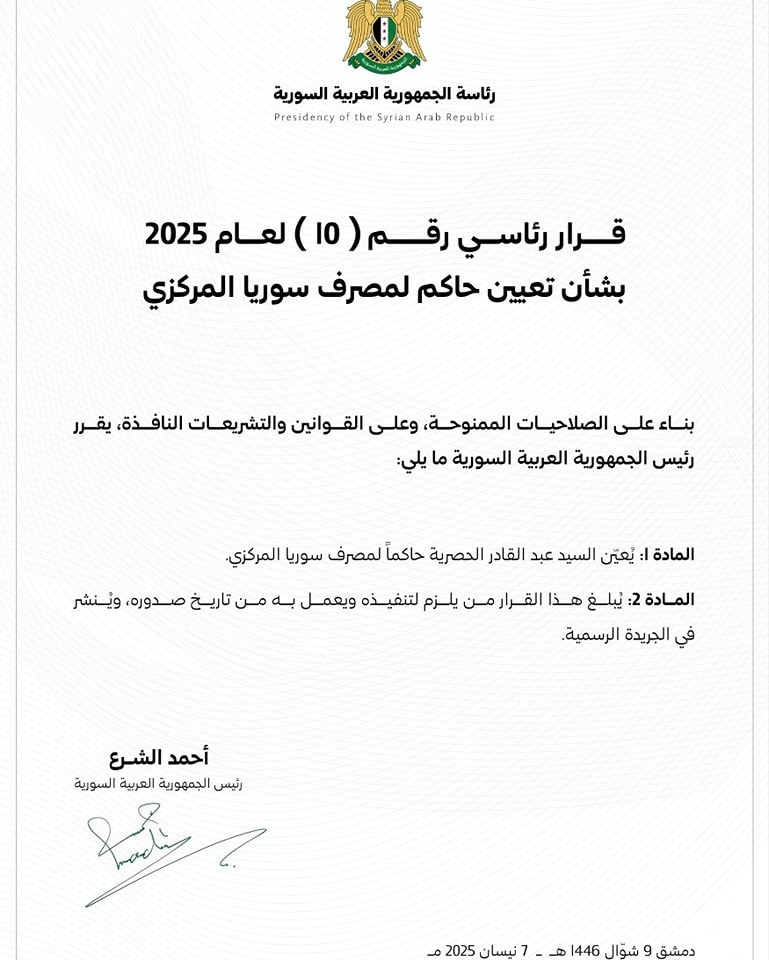
قرار تعيين حصرية الحاكم الحالي لمصرف سورية المركزي.

| الترتيب | الاسم             | من                   | إلى                  |
| 1       | عزت طرابلسي       | 30 كانون الثاني 1956 | 30 كانون الثاني 1961 |
| 2       | محمد حسني الصواف  | 12 شباط 1961         | 7 أيار 1963          |
| 3       | نور الله نور الله | 8 أيار 1963          | 10 آب 1963           |
| 4       | عدنان الفرا       | 18 آب 1963           | 16 كانون الأول 1970  |
| 5       | نصوح الدقاق       | 20 شباط 1971         | 1 كانون الثاني 1978  |
| 6       | رفعت العقاد       | 11 آذار 1978         | 1 كانون الثاني 1984  |
| 7       | هشام متولي        | 2 كانون الثاني 1984  | 28 شباط 1987         |
| 8       | محمد الشريف       | 1 آذار 1987          | 13 أيلول 1995        |
| 9       | محمد بشار كبارة   | 14 أيلول 1995        | 4 كانون الثاني 2005  |
| 10      | أديب ميالة        | 4 كانون الثاني 2005  | 3 تموز 2016          |
| 11      | دريد أحمد درغام   | 5 تموز 2016          | 24 أيلول 2018        |
| 12      | حازم قرفول        | 27 أيلول 2018        | 13 نيسان 2021        |
| 13      | محمد عصام هزيمة   | 20 نيسان 2021        | 30 كانون الأول 2024  |
| 14      | ميساء صابرين      | 30 كانون الأول 2024  | 27 آذار 2025         |
| 14      | عبد القادر حصرية  | 27 آذار 2025         | الآن                 |